# Wyspy Dziewicze Stanów Zjednoczonych na Mistrzostwach Świata w Lekkoatletyce 2022
Wyspy Dziewicze Stanów Zjednoczonych na Mistrzostwach Świata w Lekkoatletyce 2022 – reprezentacja Wysp Dziewiczych Stanów Zjednoczonych podczas mistrzostw świata w Eugene liczyła jednego zawodnika, który nie zdobył żadnego medalu.

## Skład reprezentacji

### Mężczyźni
| Zawodnik                | Konkurencja | Finał   | Finał   | Źródło |
| Zawodnik                | Konkurencja | Wynik   | Pozycja | Źródło |
| ----------------------- | ----------- | ------- | ------- | ------ |
| Eduardo Terrance Garcia | maraton     | 2:23.16 | 53.     | [ 1 ]  |